# Gaspar Rosés
Gaspar Rosés est un dirigeant de football, 14e président du FC Barcelone du 25 juin 1916 au 17 juin 1917, puis du 27 juin 1920 au 17 juillet 1921 et enfin du 30 juin 1930 au 22 octobre 1931.